# Los Naranjos, Mariano Escobedo
Los Naranjos är en ort i Mexiko.   Den ligger i kommunen Mariano Escobedo och delstaten Veracruz, i den sydöstra delen av landet, 220 km öster om huvudstaden Mexico City. Los Naranjos ligger 1 665 meter över havet och antalet invånare är 373.
Terrängen runt Los Naranjos är kuperad åt nordost, men åt sydväst är den bergig. Runt Los Naranjos är det mycket tätbefolkat, med 1 361 invånare per kvadratkilometer. Närmaste större samhälle är Orizaba, 9,8 km sydost om Los Naranjos. Trakten runt Los Naranjos består till största delen av jordbruksmark.